# Celiny Szlacheckie
Celiny Szlacheckie – wieś w Polsce, położona w województwie lubelskim, w powiecie łukowskim, w gminie Stanin. Obok wsi przepływa Bystrzyca, niewielka rzeka dorzecza Wisły.
| SIMC    | Nazwa       | Rodzaj    |
| ------- | ----------- | --------- |
| 0689220 | Dworzyska   | część wsi |
| 0689237 | Lniska      | część wsi |
| 0689243 | Podbrzościa | część wsi |

W latach 1975–1998 wieś administracyjnie należała do województwa siedleckiego.
Wieś stanowi sołectwo w gminie Stanin. Według Narodowego Spisu Powszechnego z roku 2011 wieś liczyła 167 mieszkańców.
Wierni Kościoła rzymskokatolickiego należą do parafii św. Marii Magdaleny w Tuchowiczu.